# Crambus brunneisquamatus
Crambus brunneisquamatus là một loài bướm đêm trong họ Crambidae.